# Ljudevit Šestić
Ljudevit Šestić (Đakovo, 4. kolovoza 1900. – Zagreb, 12. kolovoza 1962.) bio je hrvatski slikar impresionizma.

## Životopis
Rođen je 4. kolovoza 1900. u Đakovu gdje živi do svoje šeste godine. Osnovnu školu pohađao je u mnogim mjestima (Ogulinu, Otočcu, Koprivnici, Ivancu, Slavonskom Brodu, Čakovcu, a završava je u Zagrebu 1913.), te je tu završio Nižu realnu gimaziju i Srednju tehničku školu 1920. Kraljevsku akademiju za umjetnost i umjetni obrt upisuje 1921. Profesori koji su ga podučavali bili su Ferdo Kovačević, Maksimilijan Vanka, Ljubo Babić, Jozo Kljaković, Oton Iveković, Tomislav Krizman te Vladimir Becić u čijoj je klasi diplomirao 1925. Umro je 12. kolovoza 1962. godine u Zagrebu.